# Hiếp dâm trong hôn nhân
Hiếp dâm trong hôn nhân hoặc hiếp dâm vợ hoặc chồng là hành vi quan hệ tình dục với người phối ngẫu mà không có sự đồng ý của người đó. Sự thiếu đồng ý là yếu tố thiết yếu và không cần liên quan đến bạo lực thể xác. Hiếp dâm trong hôn nhân được coi là một hình thức bạo lực gia đình và lạm dụng tình dục. Trong lịch sử mặc dù quan hệ tình dục trong hôn nhân được coi là quyền của vợ chồng, tham gia vào hành động mà không có sự đồng ý của người phối ngẫu hiện được nhiều xã hội trên thế giới coi là cưỡng hiếp, bị các công ước quốc tế từ chối và ngày càng bị hình sự hóa.
Các vấn đề bạo lực tình dục và gia đình trong hôn nhân và đơn vị gia đình, và đặc biệt hơn là vấn đề bạo lực đối với phụ nữ, đã trở nên ngày càng được quốc tế chú ý từ nửa sau thế kỷ 20. Tuy nhiên, ở nhiều quốc gia, hiếp dâm trong hôn nhân hoặc vẫn nằm ngoài luật hình sự, hoặc là bất hợp pháp nhưng được dung thứ rộng rãi. Luật pháp hiếm khi được thực thi, do các yếu tố từ sự miễn cưỡng của chính quyền để theo đuổi tội phạm, cho đến thiếu hiểu biết công khai rằng quan hệ tình dục trong hôn nhân mà không có sự đồng ý là bất hợp pháp.
Hiếp dâm trong hôn nhân được nhiều phụ nữ trải nghiệm hơn, mặc dù không phải là độc quyền. Hiếp dâm trong hôn nhân thường là một hình thức bạo lực kinh niên đối với nạn nhân diễn ra trong các mối quan hệ lạm dụng. Việc này tồn tại trong một mạng lưới phức tạp của các chính phủ tiểu bang, thực tiễn văn hóa và hệ tư tưởng xã hội. Chúng kết hợp với nhau để tác động đến từng trường hợp và tình huống riêng biệt theo những cách khác nhau. Việc miễn cưỡng hình sự hóa và truy tố tội hiếp dâm trong hôn nhân được cho là do quan điểm truyền thống về hôn nhân, giải thích các học thuyết tôn giáo, ý tưởng về tình dục nam và nữ, và những kỳ vọng về văn hóa của một người vợ đối với quan điểm của chồng mình vẫn tiếp tục phổ biến ở nhiều người các bộ phận của thế giới. Những quan điểm về hôn nhân và tình dục bắt đầu bị thách thức ở hầu hết các nước phương Tây từ những năm 1960 và 70, đặc biệt là bởi nữ quyền làn sóng thứ hai, dẫn đến sự thừa nhận quyền tự quyết của người phụ nữ (tức là kiểm soát) mọi vấn đề liên quan đến cơ thể của cô ấy và rút lại sự miễn trừ hoặc bảo vệ hiếp dâm trong hôn nhân.
Hầu hết các quốc gia đã hình sự hóa tội hiếp dâm trong hôn nhân từ cuối thế kỷ 20 trở đi, rất ít hệ thống pháp luật cho phép truy tố tội hiếp dâm trong hôn nhân trước thập niên 1970. Việc hình sự hóa đã xảy ra thông qua nhiều cách khác nhau, bao gồm loại bỏ các miễn trừ theo luật định từ các định nghĩa hiếp dâm, các quyết định tư pháp, tham chiếu lập pháp rõ ràng trong luật pháp định ngăn chặn việc sử dụng hôn nhân như một biện pháp bảo vệ hoặc tạo ra một hành vi phạm tội cụ thể của hiếp dâm hôn nhân. Ở nhiều quốc gia, vẫn chưa rõ liệu hiếp dâm trong hôn nhân có được bảo vệ bởi luật hiếp dâm thông thường hay không, nhưng ở một số quốc gia có thể được bảo vệ bởi các đạo luật chung cấm bạo lực, như tấn công và đe dọa.